# Antoine-Sébastien Kauffmann
Pour les articles homonymes, voir Kauffmann.
Antoine-Sébastien Kauffmann (25 janvier 1800, Lyon - 20 avril 1868, Paris 10e,) est un écrivain, poète, chansonnier, pamphlétaire, auteur dramatique et historien français. 

## Biographie
Vérificateur à l'octroi, il se fait connaître sous la Restauration par des poèmes engagés. Bonapartiste, hostile à Charles X, ami de Marceline Desbordes-Valmore, rédacteur au Censeur, on lui doit des ouvrages historiques, des poèmes, des chansons, des romans et des pièces de théâtre qui ont été représentées, entre autres, au théâtre des Délassements-Comiques et au Théâtre-Lyrique, ainsi qu'au théâtre des Célestins à Lyon. 

## Œuvres
- La Célestinade, ou la Guerre des auteurs et des acteurs lyonnais, poème héroï-comique en 4 chants, Laforgue, 1828
- Le Départ pour la Grèce, ou l'Expédition de la Morée, à propos-vaudeville en 1 acte, avec Eugène de Lamerlière, 1828
- Gloire, Deuil et Liberté, poème suivi d'une épître à Barthélemy, Levavasseur, 1830
- Asmodée, satire, avec Louis-Auguste Berthaud, Perret, 1831
- Antonina, roman, Lécrivain et Toubon, 1831
- Chansons de Kauffmann, Boitel, 1834
- Pour le peuple, Boitel, 1840
- Récit de toutes les inondations de Lyon, d'après des documents authentiques, 1840
- Des causes locales qui nuisent à la fabrique de Lyon, des moyens de les faire cesser ou, du moins, d'en atténuer les effets, Midan, Giraudier, 1845
- Les Auteurs de l'histoire philosophique de la franc-maçonnerie à leurs souscripteurs, avec Jean-Claude Cherpin, Boursy fils, 1846
- Histoire philosophique de la franc-maçonnerie, ses principes, ses actes et ses tendances, avec Cherpin, 1850
- Les Bords de la Saône, de Lyon à Chalon, Garnier frères, Ballay et Conchon, 1851
- Chez vous, chez nous, chez moi, vaudeville en trois actes, avec Nérée Desarbres, 1856
- La Demoiselle d'honneur, opéra comique en trois actes, avec Eugène Mestépès, musique de Théophile Semet, 1858
- Les Trois Filles d'Holypherne, Dubuisson, 1859
- Brillat le menuisier, roman, A. Bourdilliat, 1859
- La Russie et l'Europe, histoire de la guerre d'Orient, Barba, 1864
- Chroniques de Rome, tableau de la société romaine sous le pontificat de Pie IX, Barba, 1865
- La Russie et l'Europe, histoire de la guerre d'Orient, Gaittet, 1865